# آدي إل. بالو
آدي إل. بالو (بالإنجليزية: Addie L. Ballou)‏ (19 أبريل 1837، شاغرن فولز في الولايات المتحدة - 10 أغسطس 1916، سان فرانسيسكو في الولايات المتحدة)؛ كاتِبة، رسامة، ممرضة، سفرجات وشاعرة أمريكية. درست في معهد الفنون في سان فرانسيسكو.